# Liste der Bischöfe von Derry
Die folgenden Personen waren Bischöfe von Derry (Irland):
- um 927 Caencomhrac
- um 937 Finachta MacKellach
- um 949 Mael Finnen
- um 964 Cathasach

## Bischöfe vonMaghera
- 1107–1122 Mael Coluim Ua Brolchain
- –1139 Mael Brigte Ua Brolchain
- 1152–1173 O Gormgaile Muiredach O Cobthaig (Muireadhach O’Cobthaigh) [Mauritius]
- 1173–1185 Amhlaim O Muirethaig (O’Muireadhaigh, Magilligan)
- 1185–1230 Fogartach O Cerballain I. [Florentius]
- 1230–1279 Gilla in Coimhded O Cerballain (Giolla an Choimdheadh O’Cearbhallain) [Germanus]
- 1279–1293 Fogartach O Cerballain II. (Florence O’Cearbhallain) [Florentius]

## Bischöfe von Derry
- 1293–1294 Michael
- 1295–1297 Enri Mac Airechtaig [McOireachtaigh, Henry O’Reghly] [von Ardagh], OCSO
- 1297–1315 Gofraid MacLochlainn [Godfrey]
- 1316–1319 Aed O Neill [Odo]
- 1319–1349 Michael Mac Lochlainn, OFM [Maurice, Mauritius]
- 1349–um 1380 Simon, OP
- 1391 Johannes
- 1391–1394 John Dongan, OSB (danach Bischof von Down)
- 1394–1398 Sean O’Machain (Seoan O Mochain) (vorher Bischof von Elphin)
- 1398–1401 Aodh [Hugo]
- 1401–1414 Seoan O Flannabhra (Sean O’Flannra, OCist) (vorher Abt von Macosquin)
- 1415–1419 Domhnall Mac Cathmhaoil
- 1419–1429 Domhnall O Mearaigh (danach Bischof von Connor)
- 1429–1433 Eoghan O Domhnaill [Eugenius] (vorher Bischof von Connor)
- 1433–1455 Sean O’Gubuin [Johannes Oguguin; Ogubun]
  - 1456 John Bole (auch Erzbischof von Armagh)
- 1458–1462 Bartholomäus O Flannagain, OCist (Parthalan O’Flanagan, OCSO)
- 1464–1466 Johannes
- 1467–1484 Nicholas Weston
- 1485–1487 Domhnall O Fallamhain (Falluin), OFM († 1501)
- 1501–1519 Seamus mac Pilip Mac Mathghamna [MacMahon, Mathuna]
- 1520–1550/51 Ruaidhri O Domhnaill [Rory O’Donnell]
- 1554–1569 Eoghan O’Dochartaigh, OSA [Eugene O’Doherty]
- 1568 F.
- 1569–1601 Redmond O’Gallagher (vorher Bischof von Killala)
- Von 1601 bis 1720 residierten keine katholischen Bischöfe in Derry. Die Aufgaben wurden von Apostolischen Vikaren oder Kapitularvikaren übernommen.
  - 1622–1623 Luke Rochford
  - 1626–1629 Eugene Sweeney (danach Bischof von Kilmore)
  - 1629–1670 Terence O’Kelly
  - 1671–1672 Eugene Conwell
  - 1672–1678 Luke Plunkett
  - 1681–1682 Brian MacGurk
  - 1684–1711 Bernard O’Cahan
  - 1694–1696 Fergus Laurence Lea (starb in Rom 1696, bevor er das Bistum in Besitz nehmen konnte)
- 1720–1727 Terence Donnelly
- 1727–1738 Neal Conway
- 1739–1749 Michael O’Reilly (danach Erzbischof von Armagh)
- 1749–1750 Sean O’Brolchain [John Brullaghhaun] († 1750, vor der Segnung als Bischof)
- 1751–1752 Patrick Brolchain [Bradley], OP
- 1752–1765 John McColgan
- 1766–1797 Philip McDevitt
- 1797–1824 Charles O’Donnell
- 1824–1840 Peter McLaughlin
- 1840–1845 John McLaughlin (Koadjutor: 1837–1840)
- 1846–1849 Edward Maginn (Apostolischer Administrator)
- 1864–1889 Francis O’Kelly
- 1890–1907 John Keys O’Doherty
- 1907–1926 Charles McHugh
- 1926–1939 Bernard O’Kane
- 1939–1974 Neil Farren, † 1980
- 1974–1993 Edward Kevin Daly
- 1994–2011 Séamus Hegarty
- seit 2014 Donal McKeown